# Recea (gmina w okręgu Braszów)
Recea – gmina w Rumunii, w okręgu Braszów. Obejmuje miejscowości Berivoi, Dejani, Gura Văii, Iași, Recea, Săsciori i Săvăstreni. W 2011 roku liczyła 3118 mieszkańców. 